# Nandopsis tetracanthus
Nandopsis tetracanthus es una especie de peces de la familia Cichlidae en el orden de los Perciformes.

## Morfología
Los machos pueden llegar alcanzar los 20 cm de longitud total.
La Biajaca (Nandopsis tetracanthus) es de color fondo gris claro con reflejos azulados y dorso verde aceitunado, con reticulaciones y ocelos en castaño oscuro y negro. Las aletas suelen ser amarillentas u olivadas según el ejemplar. Presenta un llamativo color nupcial donde las aletas se tornan oscuras con bordes rojos encendidos y puntos iridiscentes los machos en los operculos en algunos casos. Los ojos pueden ser rojizos principalmente en ejemplares jóvenes.
Las diferencias sexuales que se aprecian en la Biajaca (Nandopsis Tetracanthus) reside principalmente en el mayor tamaño de los machos, así como en las aletas dorsal y anal, que estos tienen más largas y puntiagudas. Las hembras tienden a tener una coloración más tenue que los machos y no tienen el abombamiento en la frente que los suele caracterizar cuando tienen una edad bien madura.

## Alimentación
Come peces pequeños, gusanos,  gambas e insectos acuáticos

## Hábitat
Es una especie de clima tropical endémica de Cuba que vive entre 24 °C y 30 °C de temperatura. Está presente en ríos y arroyos de curso rápido, desembocaduras y bahías a todo lo largo del territorio nacional de Cuba, incluidos los cayos aledaños, por lo que su tolerancia al agua salada es muy alta. También se encuentra poblando lagunas y embalses, canales de riego, etc.
Es un pez que hace algunos años era harto común en todos los biotopos imaginables de agua dulce y salobre, pero en la última década ha sido desplazada de estos por la invasora Oreochromis mosambicus (Tilapia), que ha sido indiscriminadamente introducida con fines de consumo humano en Cuba. Actualmente muchas poblaciones gozan de buena salud, aunque otras han desaparecido totalmente.

## Distribución geográfica
Se encuentran en América: Cuba.